# Henry Ford (giocatore di football americano)
Henry Ford (Fort Worth, 30 ottobre 1971) è un ex giocatore di football americano statunitense che ha giocato nel ruolo di defensive tackle nella National Football League (NFL).

## Biografia
Dopo avere giocato a football al college all'Università dell'Arkansas, Ford fu scelto come 26º assoluto nel Draft NFL 1994 dagli Houston Oilers. Nel 1999 mise a segno un primato personale di 5,5 sack contribuendo all'ottima stagione della franchigia, nel frattempo trasferitasi e divenuta "Tennessee Titans", che si qualificò per il suo primo Super Bowl, perso contro i St. Louis Rams. Disputò tutta la carriera con la stessa maglia, tranne l'ultima stagione in cui scese in campo per 4 partite coi New Orleans Saints nel 2003.

## Palmarès
- American Football Conference Championship: 1

Tennessee Titans: 1999

## Statistiche
| Tackle | 275 |
| sack   | 24  |